# Louvigné
Louvigné – miejscowość i gmina we Francji, w regionie Kraj Loary, w departamencie Mayenne.
Według danych na rok 1990 gminę zamieszkiwały 664 osoby, a gęstość zaludnienia wynosiła 53 osób/km² (wśród 1504 gmin Kraju Loary Louvigné plasuje się na 745. miejscu pod względem liczby ludności, natomiast pod względem powierzchni na miejscu 895.).